# دراسات إسلامية

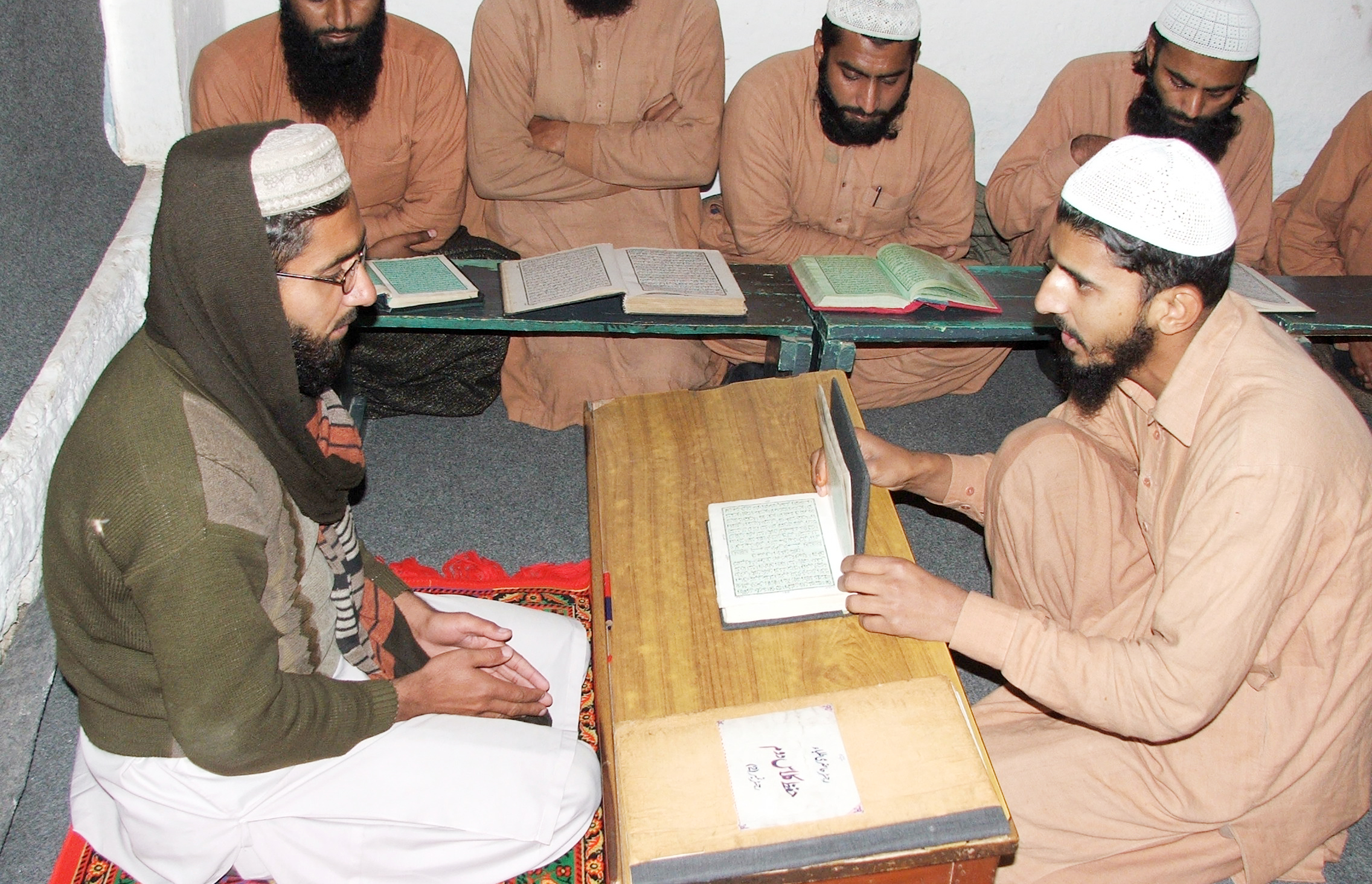
تعليم القرآن لمساجين في السجن المركزي في فيصل آباد في باكستان

الدراسات الإسلامية هي عبارة تصف كل الدراسات المتعلقة بالإسلام، وهذا يتضمن: العلوم الشرعية وهي: علم الحديث وعلوم القران وعلم الفقه الإسلامي، وعلم العقيدة ، وعلوم أخرى مثل السيرة النبوية وعلم التفسير والتاريخ الإسلامي، وغيرها من العلوم الإسلامية، مثل: الاقتصاد الإسلامي. قد تصبح عبارة «الدراسات الإسلامية» عبارة جامعة، تصف كل الدراسات الأكاديمية المبحوثة، وتمنح الجامعات حول العالم شهادات في الدراسات الإسلامية.